# First Union
First Union war eine US-amerikanische Großbank mit Hauptsitz in Charlotte, North Carolina. First Union bot Bankdienstleistungen im Osten der USA an und stellte die sechstgrößte Bank der Vereinigten Staaten nach Bilanzsumme dar. Das Unternehmen begann 1908 als Union National Bank und betrieb einen einzelnen Bankschalter in einer Hotellobby in Charlotte. Nach einer Fusion mit der First National Bank 1958 benannte sich die Bank in First Union National Bank of North Carolina um und operierte seit 1967 als First Union Corporation. Durch die Übernahme von Wachovia für 13,4 Mrd. Dollar wuchs das Institut 2001 zum viertgrößten Geldhaus US-Amerikas, gleichzeitig endete hiermit jedoch auch die Geschichte des Firmennamens First Union, da mit der Fusion der Name der übernommenen Wachovia angenommen wurde. Die Marke First Union wurde 2003 vollständig aufgegeben. Wachovia wurde 2008 nach finanziellen Schwierigkeiten infolge der Finanzkrise von Wells Fargo übernommen.